# 张强 (围棋棋手)
张强（1991年9月21日—），中国上海市人，围棋职业六段棋手。他2005年入段，2019年7月升为六段。
张强曾在上海同洲模范学校学棋，多次代表拉萨棋院队参加中国围棋乙级联赛。2010年和2012年代表山东景芝酒业队、2011年代表爱慕先生队、2019年代表拉萨棋院队参加围甲联赛。
2017年获第2届上海围棋霸王赛冠军。

## 国际比赛成绩
2015年第2届梦百合杯预选赛中连胜朴俊奭、李万鹏、姜儒泽杀入本赛64强。本赛首轮爆冷战胜日本名将一力辽，次轮负于柯洁。

## 升段记录
初段：2005年7月。
二段：2006年7月。
三段：2010年7月。
四段：2012年7月。
五段：2018年6月。
六段：2019年7月。